# زنبق
الزنبق أو السَّوسن (بالإنجليزية: Lily)‏ اسم جنس نباتي يزرع لأزهاره، وتنمو نباتاته من بصلات. ينتمي إلى الفصيلة الزنبقية. يضم حوالي 110 أنواع. الزنبق الأبيض (باللاتينية: Lilium candidum) هو أهم أنواع الزنبق الواطنة في الوطن العربي. تنتشر كثير من أنواعه في تركيا والقوقاز وأوروبا.
تزرع البصلات على عمق 15سم أو أكثر تحت سطح التربة في نهاية فصل الشتاء أو أوائل الربيع.
تحتوي أوراق النبتة على مادة سيكلوبامين، التي تمنع تكون روابط معينة ضمن التفاعلات الكيميائية الحيوية، والتي ينجم عنها تكون للخلايا السرطانية، وبالتالي يتوقف تكاثر الخلايا السرطانية وتقتل خلايا الورم.
تنمو أزهار الزنبق من بصيلات محرشفة. ومعظم أصناف الزنبق تحمل عناقيد ذات ألوان ساطعة على سيقان مستقيمة. تأخذ الأزهار شكل الأبواق ولها ست بتلات. ينمو الزنبق جيدا في التربة الطينية الرملية العميقة، ذات التصريف الجيد. وينبغي حمايته من الرياح القوية وحرارة الشمس. تزرع بصيلات معظم الزنبق على عمق 15 سم أو أكثر تحت سطح التربة في نهاية فصل الشتاء، أو أوائل الربيع. وتزرع على هذا العمق لأن أكثرها تنمو لها جذور من الساق فوق البصيلات. وبمجرد أن يزهر النبات يجب إزالة قرون البذور.

## الوصف

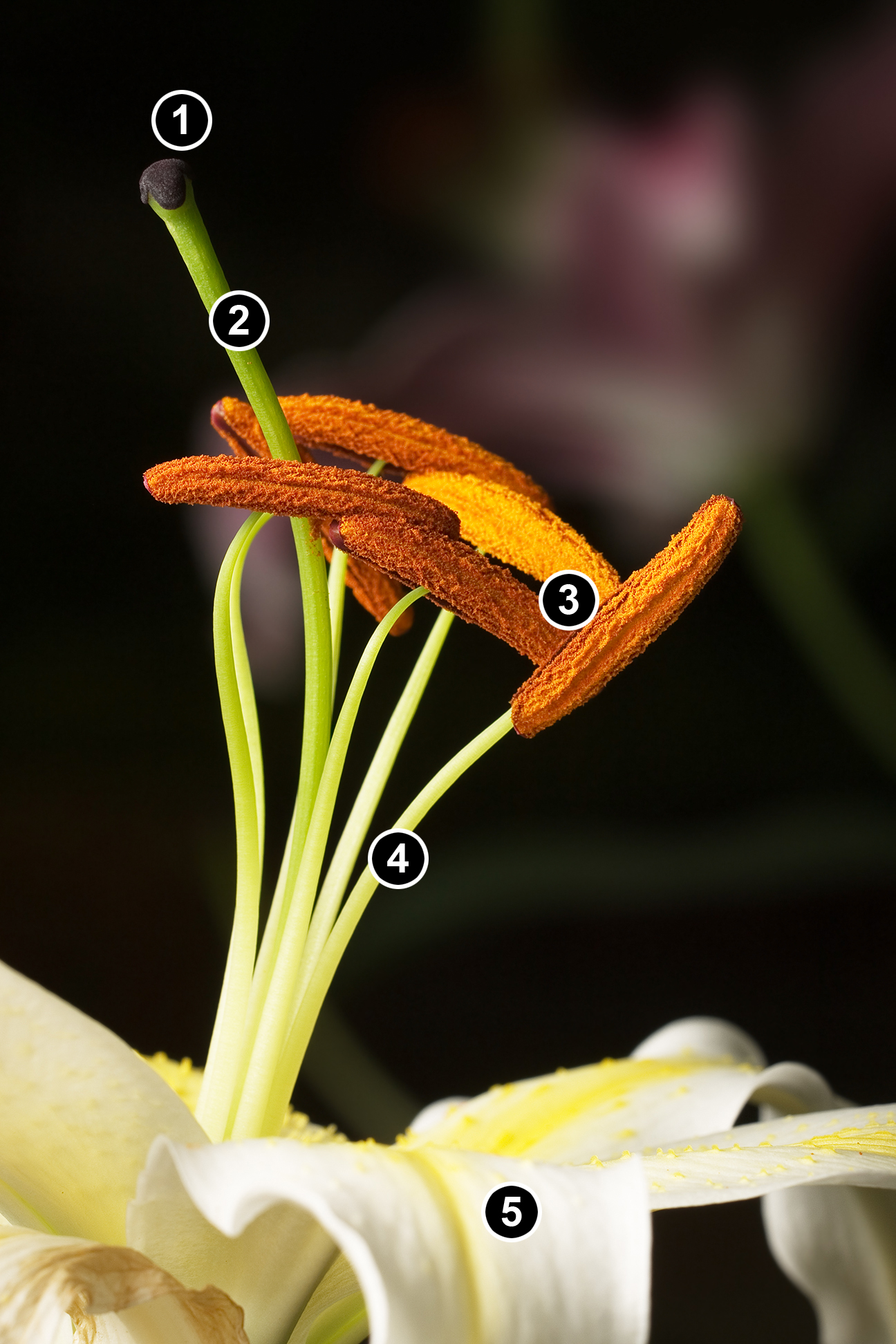
زنبق طويل الزهر – 1. ميسم، 2. متاع، 3. أسدية، 4. خيط السداة، 5. بتلات

الزنبق نبات طويل، مُعمّر. يتراوح طوله من 2-6 أقدام (60-180 سم).

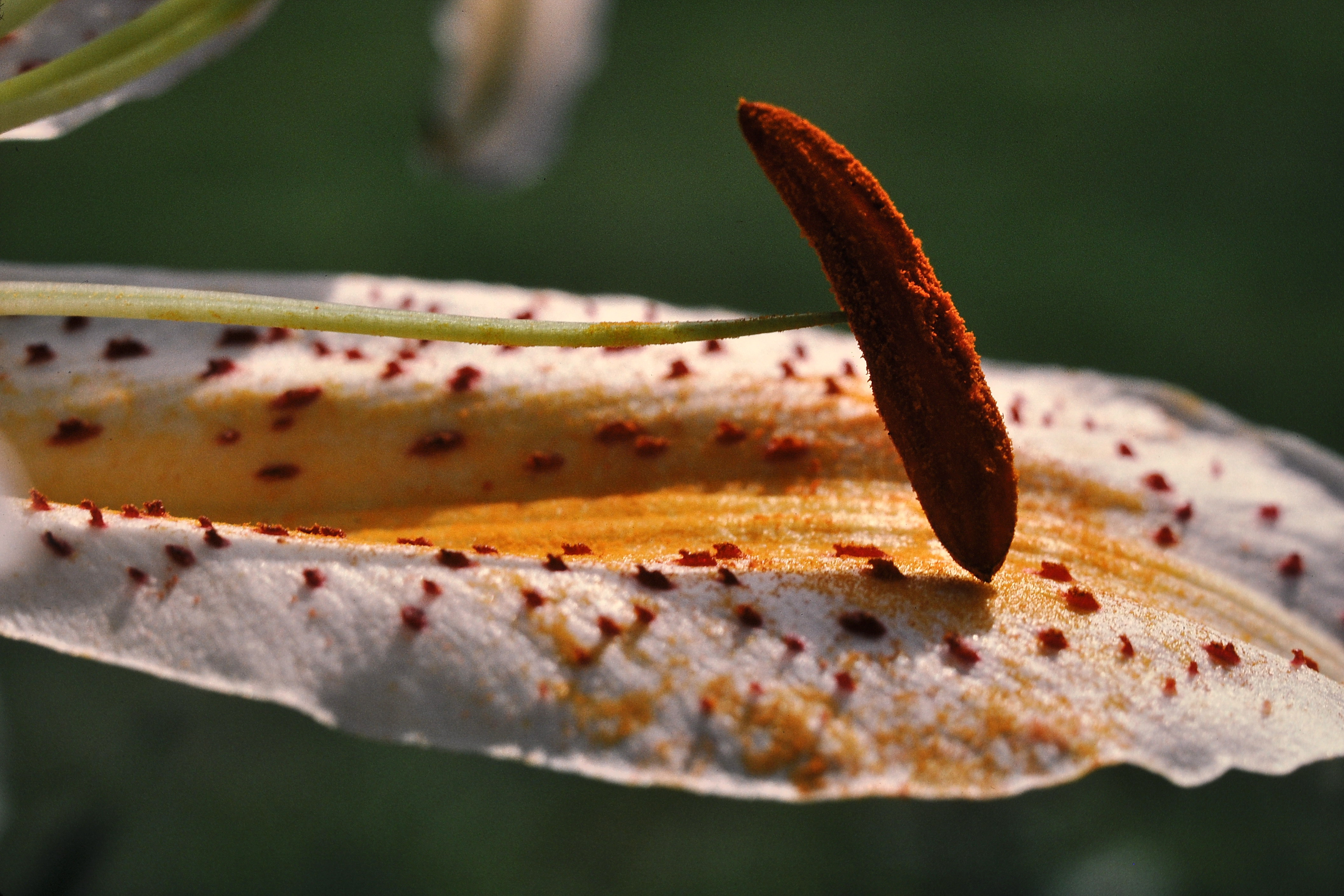
بتلة زهرة الزنبق

الزهور كبيرة، وغالبًا ما تكون عطرة. لها مجموعة واسعة من الألوان بما في ذلك الأبيض والأصفر والبرتقالي والوردي والأحمر والأرجواني. تشمل العلامات التي تظهر كبقع أو كضربات الفرشاة. تزهر النباتات أواخر الربيع أو الصيف.

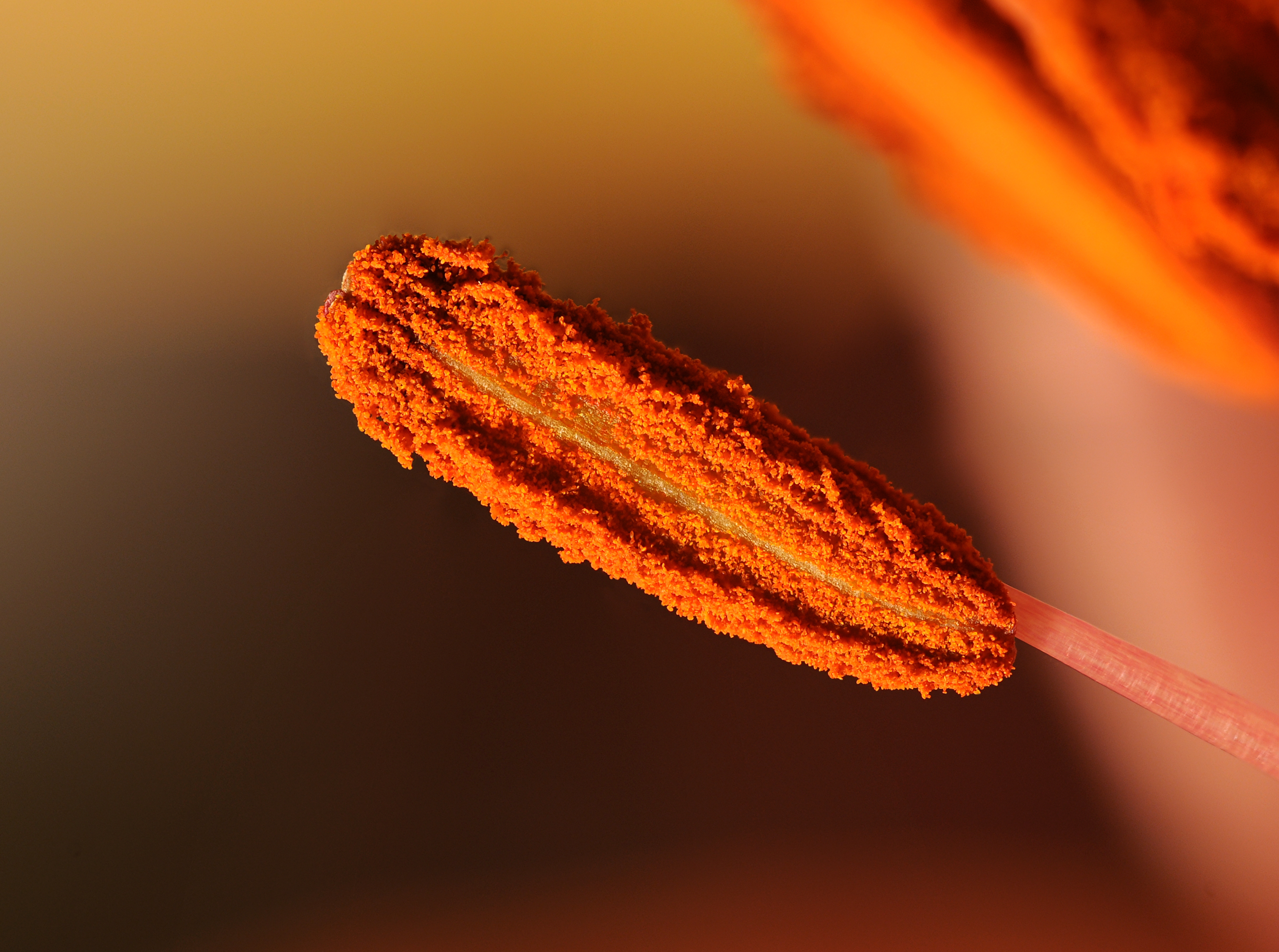
سداة الزنبق

تنضج البذور في أواخر الصيف. تظهر أنماط إنبات متفاوتة ومعقدة في بعض الأحيان ، يتكيف العديد منها مع المناخات المعتدلة الباردة.
معظم الأنواع المعتدلة الباردة نفضية وراقدة في الشتاء في بيئاتها الأصلية، لكن بعض الأنواع الواطنة في المناطق ذات الصيف الحار والشتاء المعتدل (الزنبق الأبيض، Lilium catesbaei ، زنبق طويل الزهرة) تفقد أوراقها وتدخل فترة خمول قصيرة في الصيف أو الخريف، وتنبت من الخريف إلى الشتاء، وتشكل سوقا قزمة تحمل زهرة قاعدية من الأوراق إلى أن يتم تبريدها بشكل كافٍ. يبدأ الجذع في الاستطالة في الطقس الدافئ.

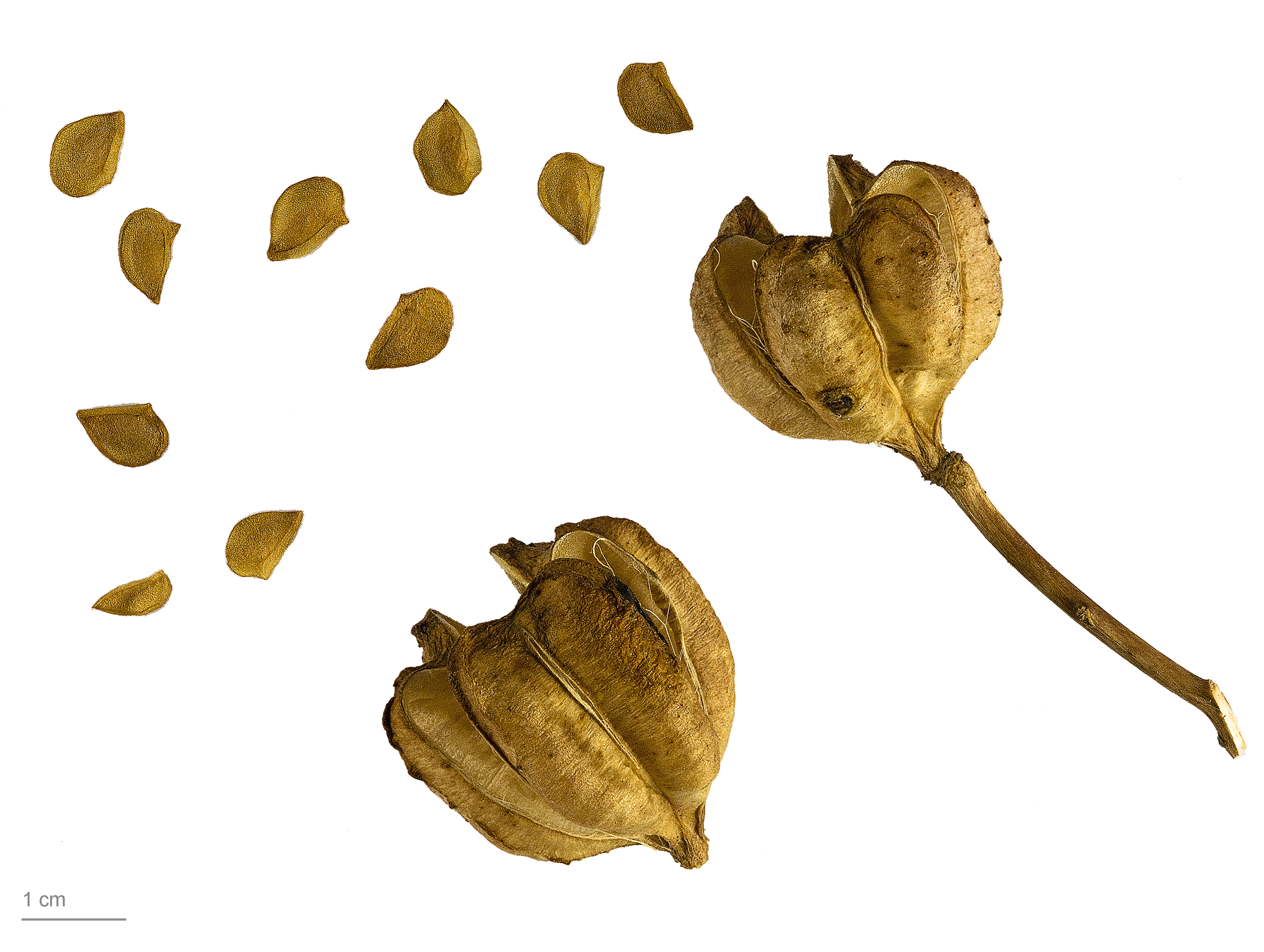
بذور زهرة الزنبق الأبيض

عدد الكروموسوم الأساسي هو اثنا عشر (n=12).

## الموطن والانتشار

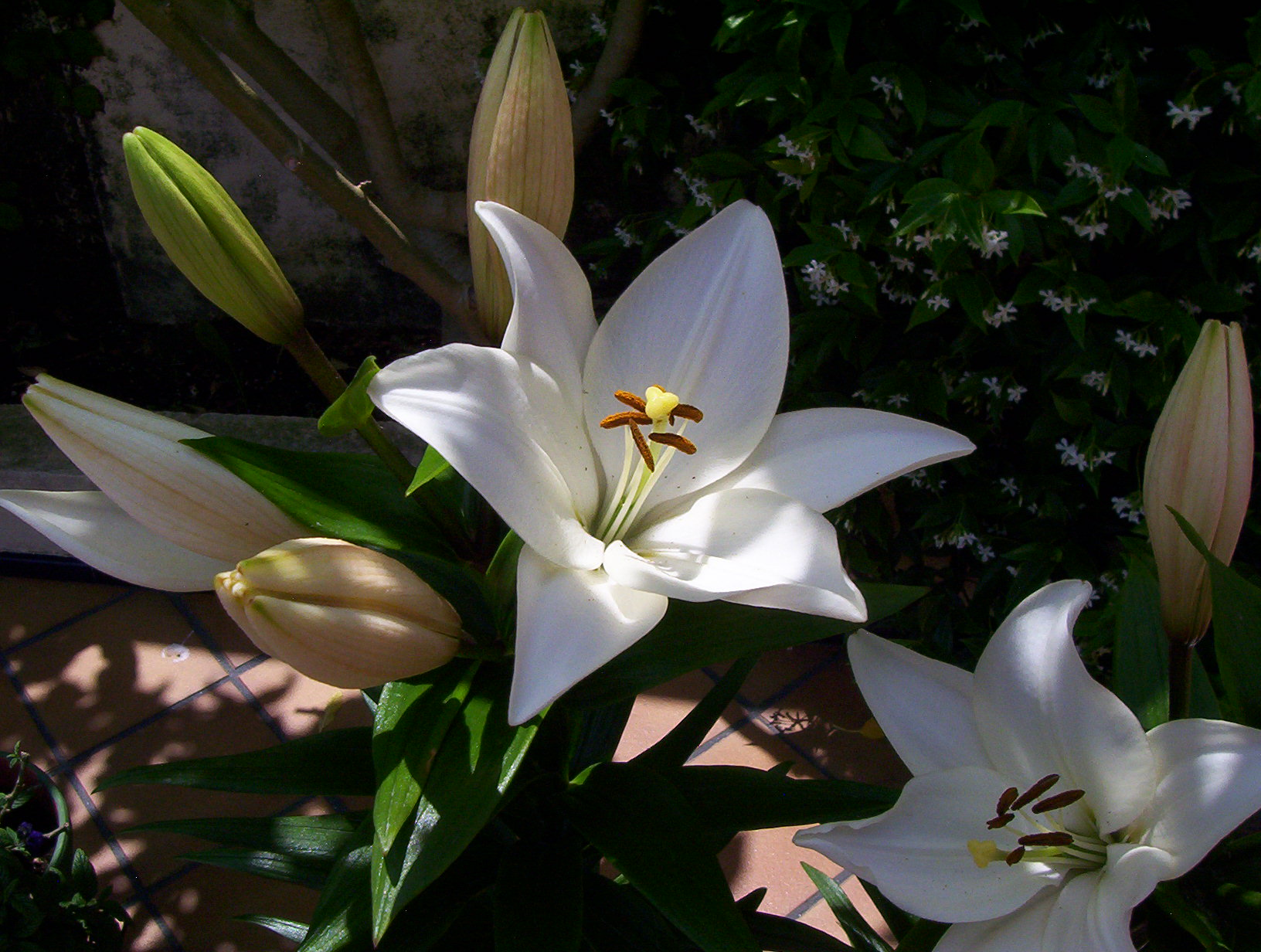
زنبق أبيض هجين آسيوي

يمتد نطاق زهور الزنبق في العالم القديم عبر معظم أنحاء أوروبا، عبر معظم آسيا إلى اليابان، جنوبًا إلى الهند، وشرقًا إلى الهند الصينية والفلبين. في العالم الجديد تمتد من جنوب كندا عبر الكثير من الولايات المتحدة.
تتكيف عادة مع موائل الغابات، غالبًا ما تكون جبلية، أو أحيانًا مع موائل الأراضي العشبية. يمكن لعدد قليل منها البقاء على قيد الحياة في المستنقعات ومن المعروف أن النباتات الهوائية في جنوب شرق آسيا الاستوائية. بشكل عام تفضل نبات زهرة الزنبق التربة الحمضية المعتدلة أو الخالية من الجير.

## من أنواعه
- الزنبق الأبيض (باللاتينية: Lilium candidum)
- الزنبق الأرقط (باللاتينية: Lilium maculatum)
- الزنبق الأرمني (باللاتينية: Lilium armenum) في القوقاز
- الزنبق الأزغب (باللاتينية: Lilium puberulum)
- الزنبق الألباني (باللاتينية: Lilium albanicum) في البلقان
- الزنبق الصغير (باللاتينية: Lilium parvum)
- زنبق باري (باللاتينية: Lilium parryi)
- الزنبق البحري (باللاتينية: Lilium maritimum)
- الزنبق البرانسي (باللاتينية: Lilium pyrenaicum) في فرنسا وإسبانيا
- زنبق برتقالي (باللاتينية: Lilium bulbiferum) في معظم أنحاء أوروبا
- الزنبق البنفسجي (باللاتينية: Lilium martagon)
- الزنبق البوسني (باللاتينية: Lilium bosniacum) في البلقان
- الزنبق التركي (باللاتينية: Lilium monadelphum) ويوجد في تركيا والقوقاز
- زنبق تسينغ تاو (باللاتينية: Lilium tsingtauense)
- الزنبق الخلاب (باللاتينية: Lilium speciosum)
- زنبق دافيد (باللاتينية: Lilium davidii)
- زنبق ذهبي (باللاتينية: Lilium auratum)
- زنبق رائع (باللاتينية: Lilium superbum)
- زنبق ساجد (باللاتينية: Lilium cernuum)
- زنبق سمين (باللاتينية: Lilium carniolicum) ويوجد في اليونان والبلقان
- زنبق غربي (باللاتينية: Lilium occidentale)
- زنبق غريه (باللاتينية: Lilium grayi)
- زنبق فهدي (باللاتينية: Lilium pardalinum)
- زنبق فيلادلفي (باللاتينية: Lilium philadelphicum)
- زنبق قزم (باللاتينية: Lilium pumilum)
- زنبق كندي (باللاتينية: Lilium canadense)
- زنبق كولومبي (باللاتينية: Lilium columbianum)
- زنبق كيلوغ (باللاتينية: Lilium kelloggii)
- زنبق كيلي (باللاتينية: Lilium kelleyanum)
- زنبق ملون (باللاتينية: Lilium concolor)
- زنبق ميشو (باللاتينية: Lilium michauxii)
- زنبق ميشيغاني (باللاتينية: Lilium michiganense)
- زنبق همبولت (باللاتينية: Lilium humboldtii)
- زنبق هنري (باللاتينية: Lilium henryi)
- زنبق واشنطوني (باللاتينية: Lilium washingtonianum)
- الزنبق اليوناني (باللاتينية: Lilium chalcedonicum) ويوجد في اليونان والبلقان
- زنبق الأمازون (باللاتينية: Amazon lilium)